# 父子进士牌坊
23°31′00″N 116°40′33″E / 23.51667°N 116.67583°E
“父子进士”牌坊，又称“丝纶世美”牌坊，位于中国广东省大埔县茶阳镇大埔中学校门口，1989年被列为广东省文物保护单位，2013年被列为第七批全国重点文物保护单位。
“父子进士”牌坊建于明朝万历三十八年（1610年），为纪念饶相（江西按察副使）与其子饶与龄（中书舍人）同中进士所建。牌坊使用花岗岩建造，高12.5米，宽4.65米，四根正柱和八根附柱并列四排，呈“四柱三间”式，有三层檐顶。当心间横匾，正反面分别雕刻“父子进士”和“丝纶世美”字样。牌坊其它部位饰以“双龙腾云”、“双龙戏珠”、“双龙衔花”、“双狮滚球”等图案。
“父子进士”牌坊西侧有“天褒节孝”牌坊及无名牌坊各一座。
- “父子进士”牌坊正面
- “父子进士”牌坊背面
- “父子进士”牌坊正面
- “父子进士”牌坊正面
- “父子进士”牌坊背面
- “父子进士”牌坊背面
- “父子进士”牌坊背面
- “天褒节孝”牌坊和“父子进士”牌坊
- “天褒节孝”牌坊及无名牌坊正面
- “天褒节孝”牌坊正面
- “天褒节孝”牌坊背面
- “天褒节孝”牌坊背面